# Trypsine

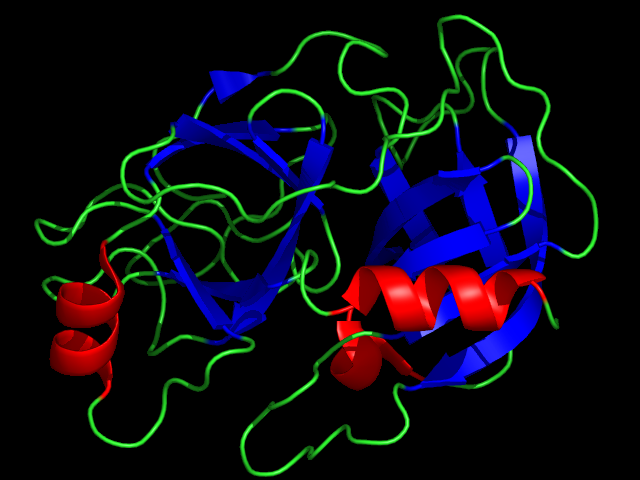
Trypsine

Trypsine is een protease, een eiwitafbrekend enzym dat in de dunne darm van de mens en veel diersoorten de ontleding van eiwitten uit ingenomen voedsel omzet. Het pH-optimum is 6,5, het minimum 4 en het maximum 9. De naam is afkomstig van het Griekse woord thrupsis, dat verbrokkeling betekent. De stof werd voor het eerst kunstmatig verkregen door het fijnwrijven van een alvleesklier. 
Trypsine heeft een specifieke functie: het splitst alleen peptidebindingen, waarvan de carboxygroep afkomstig is van een van de basische aminozuren lysine en arginine, en wordt daarom in het laboratorium veel toegepast bij structureel onderzoek van eiwitten.
Het enzym wordt in de alvleesklier gemaakt in de vorm van trypsinogeen, een inactief voorstadium van trypsine. Activering van trypsinogeen tot trypsine in de dunne darm wordt veroorzaakt door trypsine zelf, dat gaat autokatalytisch, of door het enzym enteropeptidase of enterokinase. Het activeringsproces bestaat slechts uit afsplitsing van een N-eindstandig hexapeptide met de volgorde valine-(asparaginezuur)4-lysine, waarbij de valine ook wel een ander aminozuur kan zijn, afhankelijk van de soort waaruit het enzym afkomstig is.
De aminozuurvolgorde van trypsine en trypsinogeen is geheel bekend.